# Sonsoles Espinosa
Pour les articles homonymes, voir Espinosa.
 (août 2017).
Si vous disposez d'ouvrages ou d'articles de référence ou si vous connaissez des sites web de qualité traitant du thème abordé ici, merci de compléter l'article en donnant les références utiles à sa vérifiabilité et en les liant à la section « Notes et références ».
Sonsoles Espinosa Díaz (née le 8 novembre 1961 à Ávila, en Castille-et-León) est une chanteuse espagnole. Elle est l'épouse de José Luis Rodríguez Zapatero.

## Biographie
Petite-fille d'un soldat fusillé par des républicains lors de la Guerre civile espagnole et fille de militaire, elle est licenciée en droit de l'université de León, une ville où elle a rencontré Zapatero en 1981. Le couple se marie en 1990 et a deux filles : Laura et Alba.
Démarrant une carrière professionnelle dans la musique, elle a tout d'abord été professeur de flûte au Collège de León (institution privée), étant également membre du prestigieux chœur universitaire de la ville. Quand son mari fut élu secrétaire général du Parti socialiste ouvrier espagnol (PSOE), le couple déménagea à Madrid, où Sonsoles Espinosa décida de se consacrer uniquement au chant, faisant des remplacements en tant que soprano dans le chœur du Théâtre royal, puis signant un contrat avec le chœur de la RTVE.